# Aeroporto di Stepanakert
L'Aeroporto di Stepanakert  (in armeno Ստեփանակերտի Օդանավակայան?, Step'anakert Òdanavakayan) o aeroporto di Xocalı (in azero Xocalı hava limanı, noto anche come aeroporto di Khojaly alla forma anglosassone), è un aeroporto nella città di Xocalı, 10 chilometri a nord-est di Stepanakert (in azero Xankəndi), in Azerbaigian. L'aeroporto, situato nella regione del Nagorno-Karabakh, è stato sotto il controllo dell'autoproclamata Repubblica dell'Artsakh dal 1992 al 2023.
L'aeroporto venne costruito in epoca sovietica, quando faceva parte dell'oblast' autonoma del Nagorno Karabakh nella Repubblica Socialista Sovietica Azera ed aveva un utilizzo sia civile che militare.
Dalla fine della prima guerra del Nagorno Karabakh (1994), a causa dei danni subiti nel conflitto, è rimasto inutilizzato. Nel 2009 sono stati avviati lavori di ricostruzione dell'impianto, che è dal 2012 pronto ma viene utilizzato solo per voli istituzionali di elicotteri, civili e soprattutto militari, provenienti dall'Armenia.

## Caratteristiche
L'aeroporto sorge a 610 m di altitudine e dispone di una sola pista in asfalto che sviluppa una lunghezza di 2270 m per una larghezza di 45 m con un orientamento 05/23. Prima dei lavori di riqualificazione la pista misurava 2178 m di lunghezza e 37 m di larghezza.

## Storia
L'impianto è entrato in esercizio alla fine del 1980 e serviva i collegamenti sulla rotta per Erevan capitale dell'Armenia. Con lo scoppio del conflitto ed il blocco delle frontiere da parte dell'Azerbaigian lo scalo rimase l'unico collegamento della regione verso l'esterno. Dopo il conflitto è stato saltuariamente utilizzato ma solo per atterraggio di elicotteri militari non essendo più la struttura  adatta ad accogliere gli aerei.

## Ricostruzione
Nel 2009 sono iniziati lavori di ricostruzione del terminal passeggeri finanziati dalla Diaspora armena. Gli stessi sono stati quasi completamente terminati ma l'inaugurazione dello scalo, inizialmente prevista per aprile 2011, è slittata al 2012 ufficialmente per il mancato completamento di alcune forniture accessorie, presumibilmente per la grave tensione creatasi con le autorità azere.
Lo scalo dovrebbe essere utilizzato dalla Artsakh Air creata dalla repubblica del Nagorno Karabakh e destinata a fornire il collegamento con l'Armenia. L'Armavia, compagnia aerea dell'Armenia, assicurava assistenza alla neonata consorella Artsakh Air ma annunciava che non avrebbe servito il collegamento con Stepanakert senza il preventivo benestare dell'ICAO.

## Reazioni politiche e aggiornamenti
Dopo l'annuncio agli inizi del 2011 da parte del Dipartimento dell'Aviazione civile del Nagorno Karabakh della imminente riapertura dello scalo non si è fatta attendere la reazione dell'Azerbaigian. Il direttore dell'Aviazione civile di Baku ha rilasciato ferme dichiarazioni arrivando a minacciare l'abbattimento di velivoli in atterraggio nel nuovo aeroporto, suscitando peraltro la reprimenda dell'ambasciatore statunitense Bryza.
La data di apertura slittava ulteriormente prima alla fine dell'estate  e poi al 2012. Lanci di stampa su alcune dichiarazioni del capo dell'aviazione civile della repubblica ritengono che l'apertura dello scalo aeroportuale e il varo della nuova compagnia avverranno nell'estate 2012.
A fine settembre 2012 un lancio di agenzia annunciava la prossima apertura dello scalo dopo che lo stesso aveva superato i controlli di sicurezza da parte dell'Agenzia armena dell'aviazione civile. Nonostante tale annuncio l'operatività dello scalo rimaneva sulla carta e l'aeroporto era utilizzato solo per voli di elicotteri di stato.
A settembre 2013, un altro lancio di agenzia informa che sarebbero stati acquistati alcuni velivoli pronti all'utilizzo.